# لوون خانسانامیان
لوون هاروتیونی خانسانامیان (ارمنی: Լևոն Հարությունի Խանսանամյան؛  زادهٔ ۱۸۷۳ - درگذشته ۱۹۳۸)، نویسنده اهل ارمنستان بود.

## زندگی‌نامه
وی در ۱۸۷۳ در یرانوس، استان گغارکونیک به دنیا آمد . . وی در ۱۹۳۸ در سن ۶۵ سالگی در گاوار درگذشت.